# La Torre dell'Alchimista (album)
La Torre dell'Alchimista è un album dei La Torre dell'Alchimista pubblicato nel 2001.

## Tracce
1. Eclisse – 6:02
2. Delirio (in do minore) – 4:00
3. La torre dell'alchimista – 6:48
4. Il volo – 5:54
5. L'apprendista – 6:50
6. I figli della mezzanotte – 4:48
7. La persistenza della memoria – 3:06
8. Lo gnomo – 4:27
9. Acquario – 8:09